# Развој рекорда европских првенстава у атлетици на отвореном — 400 метара за мушкарце
Трка на 400 метара у мушкој конкуренцији била је на програмима  свих европских првенстава на отвореном од 1. Европског првенства 1934. одржаног у Торину  до данас.
Актуелини рекорд европских пренства на 400 м на отвореном  износи 44,52, а рекордер је Ајван Томас  из Уједињеног Краљевства.

## Рекорди
Закључно са ЕП 2016. у Амстердаму, ратификовано је 16 рекорда европских првенстава на отвореном.
Легенда
| ратификовани рекорди     |
| нератификовани резултати |
| * = изједначен рекорд    |

|     | Резултат | Атлетичар          | Дат. рођ.                   | Држава               | Место                | Датум               |
| --- | -------- | ------------------ | --------------------------- | -------------------- | -------------------- | ------------------- |
| 1.  | 48,3     | Адолф Мецнер       | 25. април 1910. (24 год)    | Немачка              | Торино, Италија      | 7. септембар 1934.  |
| 2.  | 47,9     | Адолф Мецнер       | 25. април 1910. (24 год)    | Немачка              | Торино, Италија      | 8. септембар 1934.  |
| 3.  | 47,4     | Годфри Браун       | 21. фебруар 1915. (23 год)  | Уједињено Краљевство | Париз, Француска     | 7. септембар 1938.  |
| 4.  | 47,3     | Дерек Пуг          | 8. фебруар 1926. (24 год)   | Уједињено Краљевство | Брисел, Белгија      | 25. август 1950.    |
| 5.  | 47,0     | Ардалион Игнатјев  | 22. децембар 1930. (23 год) | Совјетски Савез      | Берн, Швајцарска     | 25. август 1954.    |
| 6.  | 46,6     | Ардалион Игнатјев  | 22. децембар 1930. (23 год) | Совјетски Савез      | Берн, Швајцарска     | 26. август 1950.    |
| 7.  | 46,2     | Џон Wrighton       | 10. март 1933. (25 год)     | Уједињено Краљевство | Стокхолм, Шведска    | 21. август 1958.    |
| 8.  | 46,1     | Ханс-Јоахим Реске  | 9. април 1940.              | Западна Немачка      | Београд, Југославија | 13. септембар 1962. |
| 9.  | 45,9     | Роби Brightwell    | 27. октобар 1939. (23 год)  | Уједињено Краљевство | Београд, Југославија | 13. септембар 1962. |
| 10. | 45,7     | Јан Вернер         | 25. јул 1946. (23 год)      | Пољска               | Атина, Грчка         | 7. септембар 1969.  |
| 11. | 45,5     | Дејвид Џенкинс     | 25. мај 1952. (19. год)     | Уједињено Краљевство | Хелсинки, Финска     | 13. август 1971.    |
| 12. | 45,5*    | Марчело Фјасконаро | 19. јул 1949. (22. год)     | Италија              | Хелсинки, Финска     | 13. август 1971.    |
| 13. | 45,4     | Карл Хонц          | 28. јануар 1951. (27. год   | Западна Немачка      | Рим, Италија         | 14. септембар 1978. |
| 14. | 44,72    | Халмут Вебер       | 17. октобар 1960. (21 год)  | Западна Немачка      | Атина, Грчка         | 9. септембар 1982.  |
| 15. | 44,59    | Роџер Блек         | 31. март 1966. (20. год)    | Уједињено Краљевство | Штутгарт, Италија    | 29. август 1986.    |
| 16. | 44,52    | Ајван Томас        | 5. јануар 1974. (24 год)    | Уједињено Краљевство | Будимпешта, Мађарска | 21. август 1998.    |